# Карапелит
Карапелит (болг. Карапелит) — село в Болгарии. Находится в Добричской области, входит в общину Добричка. Население составляет 1 146 человек.

## Политическая ситуация
В местном кметстве Карапелит, в состав которого входит Карапелит, должность кмета (старосты) исполняет Стефан Стоянов Костадинов (коалиция в составе 2 партий: ВМРО — Болгарское национальное движение, Атака - БСД - ВМРО-БНД,АТАКА) по результатам выборов правления кметства.
Кмет (мэр) общины Добричка — Петко Йорданов Петков (Болгарская социалистическая партия)  по результатам выборов в правление общины.